# ASD Siena Hockey

L'ASD Siena Hockey (Mens Sana Siena Hockey fino al 1999) è una società italiana di hockey su pista con sede a Siena. I suoi colori sociali sono il blu, bianco e verde (quest'ultimo legato ai colori sociali della Polisportiva Mens Sana).

## Storia
L'hockey a Siena muove i primi passi nel 1908 quando l'Associazione Ginnastica Senese inizia a parlare di Hockey. Dopo oltre dieci anni, nel 1920, un gruppo di ragazzi che frequentavano S. Agata cominciano a dilettarsi nel pattinaggio coinvolgendo la sezione Hockey a rotelle (nata proprio nel 1928). 
Durante il periodo del fascismo, l'hockey su pista prende piede non solo a Siena ma anche in altre zone del territorio italiano, grazie a Turati che rilancia e rinnova questa disciplina, riorganizzando la federazione e ristabilendo un campionato di Hockey a rotelle. Il motivo del rilancio sembra fu promosso dal fatto che il figlio del Duce, Bruno Mussolini, fosse un estimatore del pattinaggio e un buon giocatore di Hockey.
Dopo le mosse di Turati, nel 1932 si ha il primo storico campionato di Hockey su pista, organizzato nella capitale. Fu un campionato che coinvolse pochissime squadre (4), oltre a Novara, Milan e Gloria, c'era anche la Mens Sana Siena Hockey. Il trofeo fu vinto dal Milan, nonostante una buona partecipazione della società senese. 
L'anno successivo, nel 1933, il campionato vide un'ampia partecipazione di altre società (13 in totale) ed il piazzamento della Mens Sana Siena Hockey fu un vero successo (3º posto alle spalle di Novara e Padova), vista la difficoltà economica iniziale che in un primo momento aveva portato la società senese a non partecipare al campionato. Fu deciso che le prime otto squadre meglio classificate avrebbero partecipato alla 1ª Divisione (l'antenato dell'attuale Serie A1) e le restanti avrebbero preso parte alla 2ª Divisione.
Gli anni '30 furono per la società senese, davvero memorabili, tanto che in un incontro con una rappresentativa locale romana entrambe le società furono definite le "migliori squadre nazionali". Il roster mensanino era composto da: Macucci, Marchi, Pianigiani, Ricci, Salvini e Trachi. Davanti a spalti gremiti la partita finì 1-0 per i padroni di casa.
Nel 1935 la Mens Sana partecipò al campionato con Novara, Sampierdarena e Busto Arsizio. Purtroppo però le difficoltà economiche resero impossibile la partecipazione ai campionati negli anni successivi.

### Gli anni '50-'60
Dopo svariati anni di inattività agonistica, la società senese viene riportata ai vertici dell'hockey italiano da Bruno Tiezzi (figura di spicco nell'hockey senese e italiano, ha lavorato sia come giocatore, poi allenatore, arbitro, presidente della sezione Hockey a Siena e ha ricoperto incarichi a livello nazionale nella Federazione, arrivando fino a livello internazionale). 
Tiezzi propone un nuovo hockey: veloce, moderno, spettacolare. La squadra mensanina era composta da Calderai, Carli, Fineschi, Fratagnoli, Giamello, Gesuele, Landi, Leonardi, Toppi e Traversi. 

### Gli anni '70-'80
Dopo un periodo un po' buio per la società senese, è ancora Bruno Tiezzi a rivitalizzare l'ambiente chiamando Mauro Calderai, ex giocatore mensanino, alla guida della squadra. Calderai propone di ripartire dalle fondamenta lavorando sul settore giovanile. Questa mossa è vincente e nel giro di qualche anno la Mens Sana passa dalle categorie più basse fino alla serie B, passando per la serie C. La società, galvanizzata da un ritrovato entusiasmo e ambiente, prova il ritorno nella serie A con l'acquisto del fuoriclasse argentino Maldonado ma la promozione non arriva.
Grazie all'ottimo ambiente universitario senese che fornisce un buon gruppo di atleti (provenienti da tutta Italia) la società riesce a mantenere un posto nei campionati nazionali. Addirittura nel 1982, con l'arrivo di Grassi, Tassi e Marinoni la squadra mensanina centra la promozione in A2, serie cadetta di recentissima creazione.

## Strutture
Durante il periodo come sezione della Mens Sana Siena, il campo di gioco è il Dodecaedro e successivamente il PalaChigi, intitolato a Bruno Tiezzi dopo la sua prematura scomparsa. 
Dopo la separazione dalla Polisportiva, la squadra gioca alla pista Engels Lambardi, poco fuori le mura senesi. La tensostruttura ha una capienza di circa 100 posti.

## Società
L'ASD Siena Hockey comprende le sezioni di hockey su pista e pattinaggio artistico con un notevole numero di tesserati che ogni anno prendono parte ai campionati agonistici indetti dalla FISR.

## Palmarès

### Titoli nazionali
3 trofei
- 2 Coppe Italia di Serie B
- 1 Scudetto di Serie B

## Statistiche

### Partecipazioni ai campionati
| Livello | Categoria | Partecipazioni | Debutto   | Ultima stagione | Totale |
| ------- | --------- | -------------- | --------- | --------------- | ------ |
| 1º      | Serie A   | ?              | 1932-1933 | 1935-1936       | ?      |
| 2°      | Serie A2  | 2              | ?         | ?               | 2      |
| 3°      | Serie B   | ?              | ?         | 2019-2020       | ?      |